# ویکتورینا باکاوویچووا
ویکتورینا باکاوویچووا (لهستانی: Wiktoryna Bakałowiczowa؛ ‏ ۱۷ اکتبر ۱۸۳۵ – ۳۰ اکتبر ۱۸۷۴) بازیگر اهل لهستان بود. او در دوران خود یک هنرپیشه زن شناخته‌شده بود که گفته می‌شد برای هر اجرای خود ۱۰ روبل دریافت می‌کرد. او در سال ۱۸۵۶ با نقاش لهستانی-فرانسوی «ووادیسواف باکاوویچ» ازدواج و در سال ۱۹۶۱ از او جدا شد. این ازدواج منجر به تولد فرزند پسری به نام «استفان باکاوویچ» در سال ۱۸۵۷ شد که بعدها همچون پدرش نقاش شد. ویکتورینا در گورستان پوونسکوفسکی به خاک سپرده شده‌است.